# Brausepulver

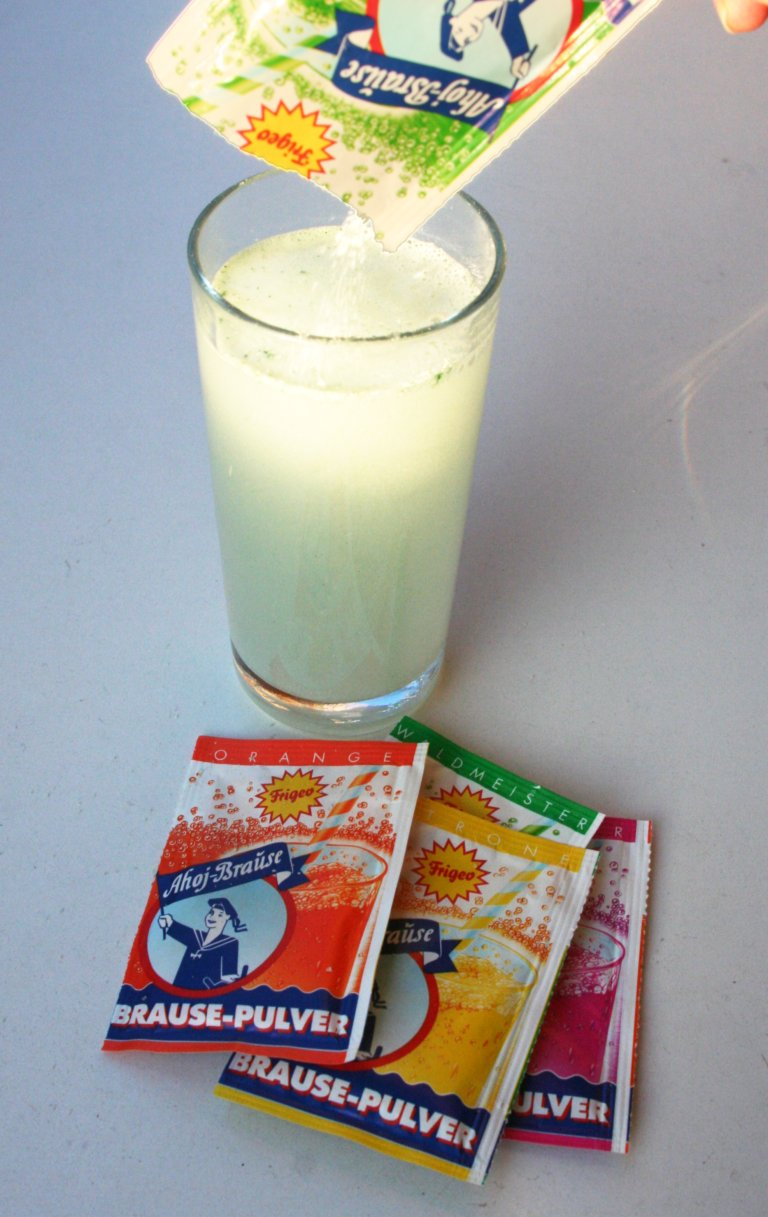
Ahoj-Brausepulver von Frigeo

Brausepulver, auch Limonadenbrausepulver, ist eine pulverförmige Mixtur zur Herstellung von sprudelnden Erfrischungsgetränken, wie Brause. Zeitweilig waren auch Limonadebrausepastillen und Limonadebrausewürfel in Gebrauch. Brausepulver stellt auch eine pharmazeutische Darreichungsform von Medikamenten oder Nahrungsergänzungsmitteln dar.

## Zusammensetzung und Funktionsweise
Wird eine Mischung aus Natron (Natriumhydrogencarbonat, NaHCO3) und Weinsäure oder Zitronensäure in Wasser gegeben, reagieren Natron und Säure miteinander, es entstehen Natriumtartrat bzw. Natriumcitrat und Kohlensäure, die weiter in Wasser und Kohlenstoffdioxid zerfällt, welches das Getränk zum Sprudeln bringt.
Zitronensäure (C6H8O7) löst folgende endotherme Reaktion aus:
{\displaystyle \mathrm {3\ NaHCO_{3(aq)}+C_{6}H_{8}O_{7(aq)}\to \ Na_{3}C_{6}H_{5}O_{7(aq)}+3\ H_{2}O_{(l)}+3\ CO_{2(g)}} }
Industriell gefertigte Brausepulver können zusätzlich Zucker, Aromastoffe, Lebensmittelfarbe und andere Zusätze enthalten. 

## Geschichte
Schon im 19. Jahrhundert wurde Brausepulver (lateinisch Pulvis aërophŏrus, im Sprachgebrauch der Apotheker) hergestellt. In diesem Zeitraum war eine Mixtur unter Verwendung von Weinsäure verbreitet.
Getrunken wurde Brause Ende des 19. Jahrhunderts wie folgt: „Zur Benutzung schüttet man einen gehäuften Theelöffel voll B.[rausepulver] in ein reichlich bis zur Hälfte mit Wasser gefülltes Glas, rührt einmal um und trinkt möglichst schnell während des Brausens. […] Da hierbei stets sehr viel Kohlensäure verloren geht und man das B. hauptsächlich der Wirkung der Kohlensäure halber genießt, so ist die gewöhnliche Benutzungsweise eine ziemlich unvortheilhafte. Es ist bei weitem zweckmäßiger das Pulver in den Mund zu nehmen und mit Wasser hinunterzuspülen.“
In England hieß das Brausepulver damals Soda-powder, 2 g Natriumhydrogencarbonat und 1,5 g Weinsäure wurden getrennt in farbigen Kapseln verkauft und erst unmittelbar vor dem Trinken zusammen in Wasser gegeben. Es gab Ende des 19. Jahrhunderts auch bereits aromatisierte Varianten, die nach Ingwer oder nach Pfefferminze schmeckten. Sogar als Pulver für Medikamente wurde es genutzt, um den Geschmack angenehmer zu machen, zum Beispiel bei einem Schwefel-Brausepulver.
Die erste industriell hergestellte Brause in Pulverform wurde im 19. Jahrhundert von der Firma Stollwerck in Köln hergestellt. Das Pulver bestand aus eingedampften Fruchtsäften, Rohrzucker, Zitronensäure und Natriumhydrogencarbonat.
1925 gründeten Theodor Beltle aus Stuttgart-Bad Cannstatt und sein Schwager Robert Friedel die Robert Friedel GmbH (Frigeo), die Friedel-Brause als „Brauselimonaden-Pulver für alle Bevölkerungsschichten“ herstellte. Anfangs kam die Brause in dreieckigen Tütchen, in denen sich zwei getrennte Tabletten mit Natron und Weinsäure befanden, die zusammen in Wasser gegeben werden mussten, in den Handel. Als Geschmacksrichtungen wurden nur Orange und Zitrone angeboten. In den 1930ern wurde die Zubereitung in Pulver geändert und die Marke „Ahoj“ eingeführt.
1951 kamen die Brausestäbchen SADEX auf den deutschen Markt. Der Name setzte sich aus dem Nachnamen des Firmeninhabers Fritz Sattler und der verwendeten Dextrose zusammen.
Nach dem Zweiten Weltkrieg wurden fertige Limonaden immer populärer, und das Brausepulver, das es mittlerweile auch mit Waldmeister- und Himbeergeschmack gab, spielte für Getränke kaum noch eine Rolle. Heute wird von Jugendlichen Brausepulver teilweise auch zusammen mit Alkohol konsumiert, vor allem mit Korn oder auch Wodka, wobei das Pulver mit dem Alkohol im Mund vermischt wird.
In Deutschland wird ein solches Pulver z. B. unter dem Markennamen Ahoj im Handel vertrieben. In der Schweiz ist Brausepulver am bekanntesten als Brausetablette mit Markennamen Tiki. Das gleiche Prinzip wie bei Brausepulver wird auch für sprudelnd lösliche Vitamintabletten und ähnliche Produkte verwendet.

## Kunst, Medien & Literatur
Scherbert Zitrone ist eine Süßigkeit, die Albus Dumbledore in den Harry-Potter-Romanen von J. K. Rowling gerne zu sich nimmt. Es ist die Übersetzung für Sherbet lemon, ein englisches Zitronenbonbon mit Brausepulverfüllung. Es war auch das Passwort zum Zutritt zu Dumbledores Büro im zweiten Band Harry Potter und die Kammer des Schreckens.
In Günter Grass’ Roman Die Blechtrommel verrührt der klein gebliebene Oskar Matzerath Brausepulver mit Spucke und lässt seine Geliebte Maria Truczinski diese Mischung aus ihrer Hand saugen. Später wiederholen sie dies aus Marias Bauchnabel. Hierbei werden die ersten sexuellen Gefühle der beiden füreinander offenbar.